# Hiệu ứng Venus

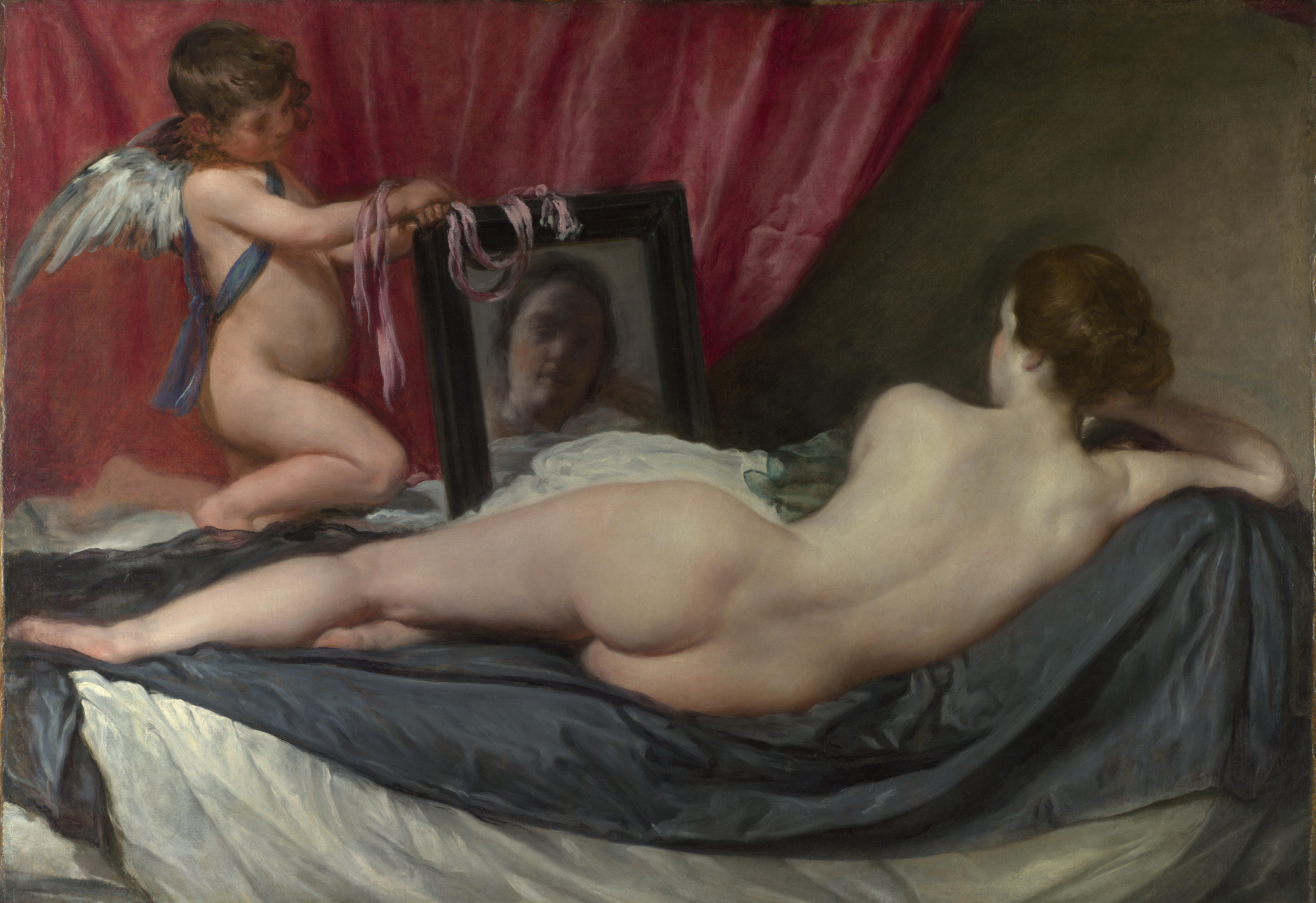
Một minh họa về Hiệu ứng Venus từ Rokeby Venus của Velázquez.

Hiệu ứng Venus là một hiện tượng trong tâm lý học về tri giác, được đặt tên theo nhiều bức tranh khác nhau của Venus có cảnh nhìn vào gương, như Rokeby Venus của Diego Velázquez, Venus with a Mirror của Titian và Venus with a Mirror của Veronese. Người xem những bức tranh như vậy cho rằng Venus đang ngưỡng mộ hình ảnh phản chiếu của chính cô trong gương; tuy nhiên, vì người xem nhìn thấy đôi mắt của cô trong gương, Venus thực sự đang nhìn vào hình ảnh phản chiếu của họa sĩ.
Hiệu ứng tâm lý này thường được sử dụng trong rạp chiếu phim, nơi một diễn viên được biểu lộ rõ ràng là nhìn chính mình trong gương. Những gì người xem nhìn thấy khác với những gì diễn viên nhìn thấy, bởi vì máy ảnh không ở ngay phía sau diễn viên, nhưng vị trí của diễn viên thường được chọn để hình ảnh của anh ta hoặc cô ta được đóng khung đẹp trong gương cho máy ảnh.
Mặc dù tên của hiệu ứng đề cập đến một người phụ nữ, Venus, nhưng hiệu ứng này có tính khái quát cao hơn. Hiệu ứng được nhìn thấy với một con vật dường như tự nhìn mình trong gương trong tấm thảm <i id="mwHA">The Lady and the Unicorn</i> (tiếng Pháp: <i id="mwHQ">La Dame à la licorne</i>), nơi con kỳ lân dường như đang nhìn chằm chằm vào hình ảnh phản chiếu của chính nó khi nó quỳ trên mặt đất.
Bertamini et al. (2010) đã tiến hành các nghiên cứu bổ sung và xác nhận rằng hiệu ứng Venus cũng xảy ra với các bức ảnh, và trong cuộc sống thực khi người và gương được nhìn thấy trong phòng.

## Hình ảnh
- Titian's Venus with a mirror
- Peter Paul Rubens' Venus at the Mirror, c. 1614–15.